# Artabotrys aeneus
Artabotrys aeneus este o specie de plante angiosperme din genul Artabotrys, familia Annonaceae, descrisă de Suzanne Ast. Conform Catalogue of Life specia Artabotrys aeneus nu are subspecii cunoscute.